# Xysticus bicolor
Xysticus bicolor es una especie de araña cangrejo del género Xysticus, orden Araneae. Fue descrita científicamente por L. Koch en 1867.

## Distribución geográfica
Se distribuye por Grecia.